# 长吻鼹
长吻鼹（学名：Talpa longirostris）为鼹科鼹属的动物，其种加词“longirostris”意为“长吻的”。中国特有物种。分布于广西、陕西、云南、四川、福建、湖南等地，一般栖息于山地森林以及草丛。该物种的模式产地在四川宝兴。